# Yamila Figueroa
Yamila Figueroa Ruiz (Camagüey, 11 giugno 1962) è un'ex schermitrice cubana.

## Palmarès
In carriera ha conseguito i seguenti risultati:
- Giochi Panamericani:

Indianapolis 1987: argento nella spada individuale.
L'Avana 1991: argento nella spada a squadre.